# Inferno Metal Festival
Inferno Metal Festival es un festival de metal extremo que tiene lugar en el Rockefeller Music Hall en Oslo, Noruega. Se celebra anualmente durante los festejos de Semana Santa reuniendo a entusiastas del metal extremo de todo el mundo.

## Trine + Kim Design Studio
Ha colaborado en el arte creativo y diseño de portadas de álbumes musicales desde 1999, con bandas como Mayhem, Darkthrone, Ulver, Dødheimsgard, Ihsahn, Shining, Solefald, Arcturus, Ved Buens Ende.
Durante este año exhibirá una selección de sus diseños en blanco y negro, e impresiones de altísima calidad del más puro black metal y estarán a la venta en series limitadas.

## 2011
| 20 al 23 de abril | 20 al 23 de abril | 20 al 23 de abril | 20 al 23 de abril |
| Miércoles | Jueves | Viernes | Sábado |
| --- | --- | --- | --- |
| Sala John Dee - 20:30 Insense - 21:30 Obliteration - 22:30 Einherjer Sala Rock In - 22:00 March of Echoes - 23:00 Resonaut - 00:30 Alcest Sala Blå - 20:30 Haust - 21:15 The Kandidate - 22:00 Gaza - 22:45 Trap Them - 23:30 Rotten Sound Sala Victoria - 20:30 Altaar - 21:30 Dornenreich - 22:30 From Purgatory | Sala Rockefeller - 18:15 Akercocke - 19:45 Gothminister - 21:15 DHG - 23:00 Aura Noir - 01:00 Forbidden Sala John Dee - 17:45 Diskord - 19:15 Bhayanak Maut - 20:45 Harm - 22:15 Nidingr - 00:00 Voivod | Sala Rockefeller - 18:15 Djerv - 19:45 Soilent Green - 21:15 Atheist - 23:00 Immortal Sala John Dee - 17:45 Temple of Baal - 19:15 Astaroth - 20:45 Today is the Day - 22:15 Ava Inferi - 00:30 Exhumed | Sala Rockefeller - 18:15 Manifest - 19:45 Malevolent Creation - 21:15 Pentagram - 23:00 Napalm Death - 01:00 Meshuggah Sala John Dee - 17:45 Slavia - 19:15 Imperium Dekadenz - 20:45 No Dawn - 22:15 Illdisposed - 00:00 Urgehal |

## 2010
| 31 de marzo al 3 de abril | 31 de marzo al 3 de abril | 31 de marzo al 3 de abril | 31 de marzo al 3 de abril |
| Miércoles | Jueves | Viernes | Sábado |
| --- | --- | --- | --- |
| Sala Garage - 21:30 Gravdal - 22:15 Torture Division - 23:30 Serenity Trace Sala John Dee - 20:30 Shining - 21:30 Kvelertak - 22:30 Mongo Ninja Sala Rock In - 22:00 Open Casket Terror - 23:00 Faustcoven - 00:30 Tribulation Sala Blå - 22:00 Spearhead - 23:00 Scribe - 00:30 Vomitory Sala Victoria - 20:30 Void Ov Voices - 21:30 Final Fantasy - 22:30 Jarboe Sala Revolver - 00:30 Monolithic | Sala Rockefeller - 18:15 Madder Mortem - 19:15 Eyehategod - 21:15 Belphegor - 23:00 Finntroll - 01:00 Marduk Sala John Dee - 17:45 Nifrost - 19:15 Svarttjern - 20:45 Demonic Resurrection - 22:15 The Psyke Project - 00:00 Nachtmystium | Sala Rockefeller - 18:15 Mistur - 19:45 Ram-Zet - 21:15 Benediction - 23:00 Ihsahn - 01:00 Mayhem Sala John Dee - 17:45 Throne of Katarsis - 19:15 Fortid - 20:45 Blodspor - 22:15 Obscura - 00:00 Ragnarok | Sala Rockefeller - 18:15 Årabrot - 19:45 Taake - 21:15 Deströyer 666 - 23:00 The Kovenant - 01:00 Death Angel Sala John Dee - 17:45 Como Muertos - 19:15 Sarkom - 20:45 Irr - 22:15 Exumer - 00:00 Necrophagist |

## (2009–2006)
| 2009 | 2008 | 2007 | 2006 |
| --- | --- | --- | --- |
| - Carpathian Forest - Keep of Kalessin - Vreid - Paradise Lost - Negură Bunget - Samael - Septic Flesh - Pestilence - Pantheon I - Helheim - Kampfar - Koldbrann - Swallow the Sun - Dew-Scented - Troll - Code - Root - Black Comedy - Vicious Art - Grand Magus - Execration - Ramesses - Unearthly Trance - Taetre - Azarath - Kraanium - Episode 13 - Seregon - The Batallion sustituto de Meshuggah - Krypt - Sahg - Sarke - Mencea | - 1349 - Gaahl y King ov Hell como Gorgoroth. - Unleashed - Satyricon - Keep of Kalessin - Behemoth - Gallhammer - Destruction - Krux - Shining - Tulus - Tristania - Cult of Luna - Overkill - Skitliv - Obliteration - Gorefest - Onslaught - The Batallion - Dead to this World - Mortal Sin - Diskord - Negură Bunget - Vreid - Desecration | - Norwegian Metal All-Stars - Trinacria - Primordial - Zyklon - Suffocation - Fatal Demeanor - Karkadan - Unspoken - Paradigma - Watain - Red Harvest (cancelación de Sabbat) - God Dethroned - Sigh - Moonspell - Immortal - Ravencult - Ground Zero System - Rotten Sound - Legion of the Damned - Hecate Enthroned - Brutal Truth - Dødheimsgard - Dark Funeral - Tiamat - Sodom - Lobotomized - Resurrected - Blood Tsunami - Koldbrann - Anaal Nathrakh Kick-off party - Allfader - Olm | - Battered - Bloodthorn - Bolt Thrower - Borknagar - Carpathian Forest - Cathedral - Demonizer - Disiplin - Dismember - Emperor - Endstille - Face Down - Funeral - Imbalance - Keep of Kalessin - Khold - Legión - Manngard - Marduk - Myrkskog - Nightrage - Rimfrost - Sahg - Susperia - System:Obscure - The Deviant - Usurper - Vesen - Waklevören - Witchcraft |

## (2005–2001)
| 2005 | 2004 | 2003 | 2002 | 2001 |
| --- | --- | --- | --- | --- |
| - Amon Amarth - Arcturus - Aura Noir - Candlemass - Chton - Deceiver - Dissection - Gehenna - Grave - Green Carnation - Grimfist - Goatlord - Gorelord - Hatesphere - Horricane - Lamented Souls - Morbid Angel - Mortiis - Nebular Mystic - Naer mataron - Obliteration - Seth - She Said Destroy - Slogstorm - Sunn O))) - Tsjuder - Taakeferd - Vreid - Zeenon | - Aborym - Aeternus - Ásmegin - Decapitated - Defiled - Dimension F3h - Disiplin - Enslaved - Forgery - Gorgoroth - Helheim - Holy Moses - Khold - Konkhra - Manes - Manifest - Mayhem - Maze of Torment - Mercenary - MindGrinder - My Dying Bride - Myrkskog - Pawnshop - Rotting Christ - Sadus - Sinners Bleed - Susperia - Tonka | - 1349 - Alsvartr - Audiopain - Belphegor - Cadaver - Children of Bodom - Deride - Entombed - Exmortem - Grand Alchemist - Immortal - Koldbrann - Lost at Last - Lumsk - Madder Mortem - N.C.O - Necrophagia - Opeth - Perished - Ragnarök - Raise Hell - Red Harvest - Runemagick - Shadows Fall - Sirenia - Soilwork - The Allseeing I - The Kovenant - Taake - Vader | - 1349 - Aeternus - Agressor - Behemoth - Black Comedy - Blood Red Throne - Carpathian Forest - Dimmu Borgir - Eternal Silence - Lock Up - Lost in Time - Lowdown - Manatark - Minas Tirith - Nocturnal Breed - Scariot - Source of Tide - Vintersorg - Windir - Witchery - Zection 8 | - Audiopain - Bloodthorn - Borknagar - Burning Rubber - Cadaver Inc - Crest of Darkness - Cybele - Enslaved - Farout Fishing - Gehenna - Hades Almighty - Khold - M-Eternal - Pain - Peccatum - Ram-Zet - Red Harvest - Susperia - Tidfall - Trail of Tears - Witchery - Zeenon - Zyklon |